# Dembéni
Dembéni (o Dembeni) es una comuna francesa situada en el departamento y región de ultramar de Mayotte. 

## Geografía
La comuna se halla situada en el centro este de la isla de Mayotte y está formada por las villas de Dembéni, Tsararano, Iloni, Hajangoua y Ongojou.

## Demografía
| Gráfica de evolución demográfica de Dembéni entre 1985 y 2017 |
|                                                               |

Fuente: Insee